# Evgeni Koroliov
Evgeni Alexandrovich Koroliov (en ruso: Евге́ний Алекса́ндрович Королёв) nacido el 1 de octubre de 1949 en Moscú es un pianista ruso clásico . 

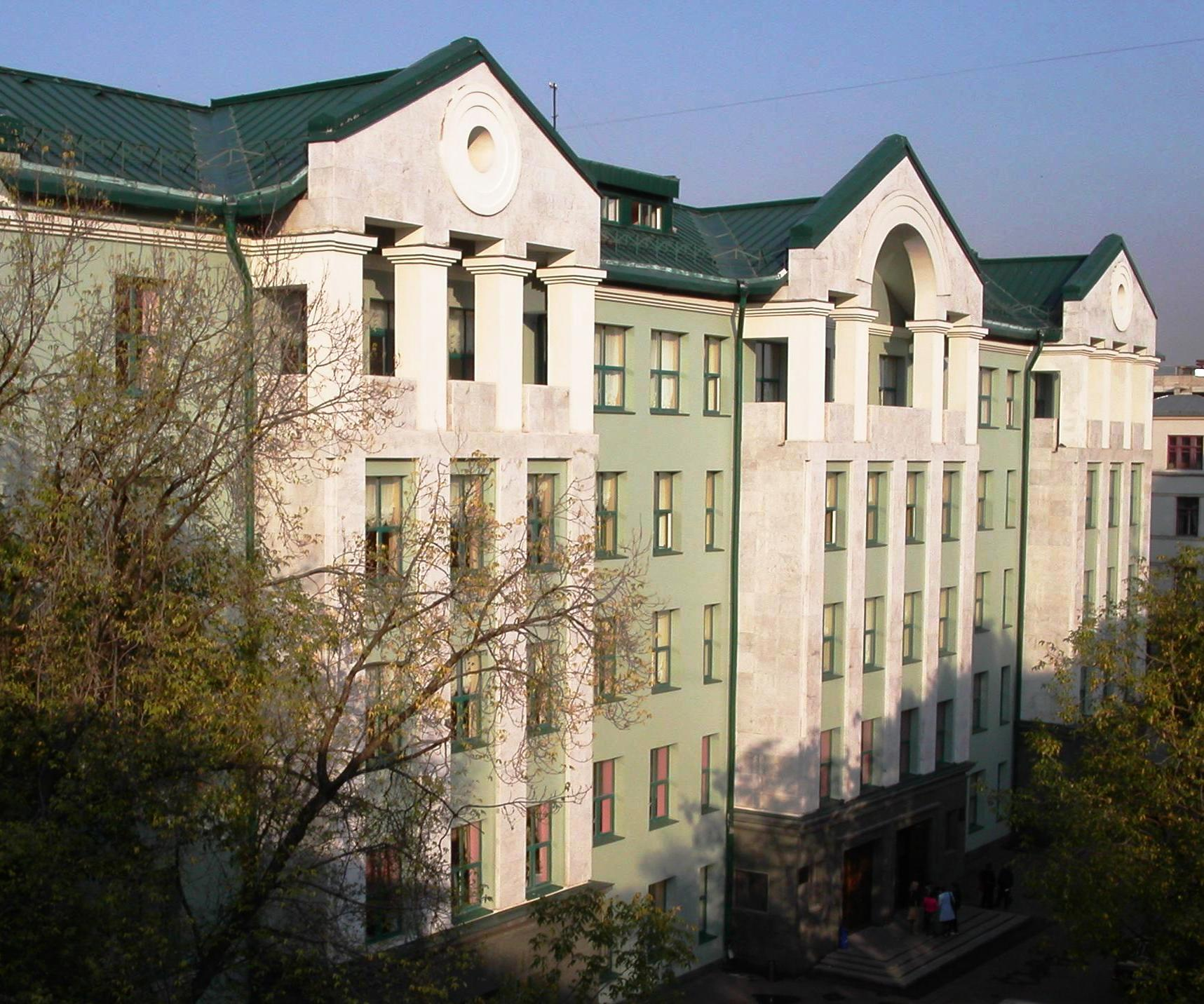
Escuela Central de Música de Moscú, fotografiada en 2005.

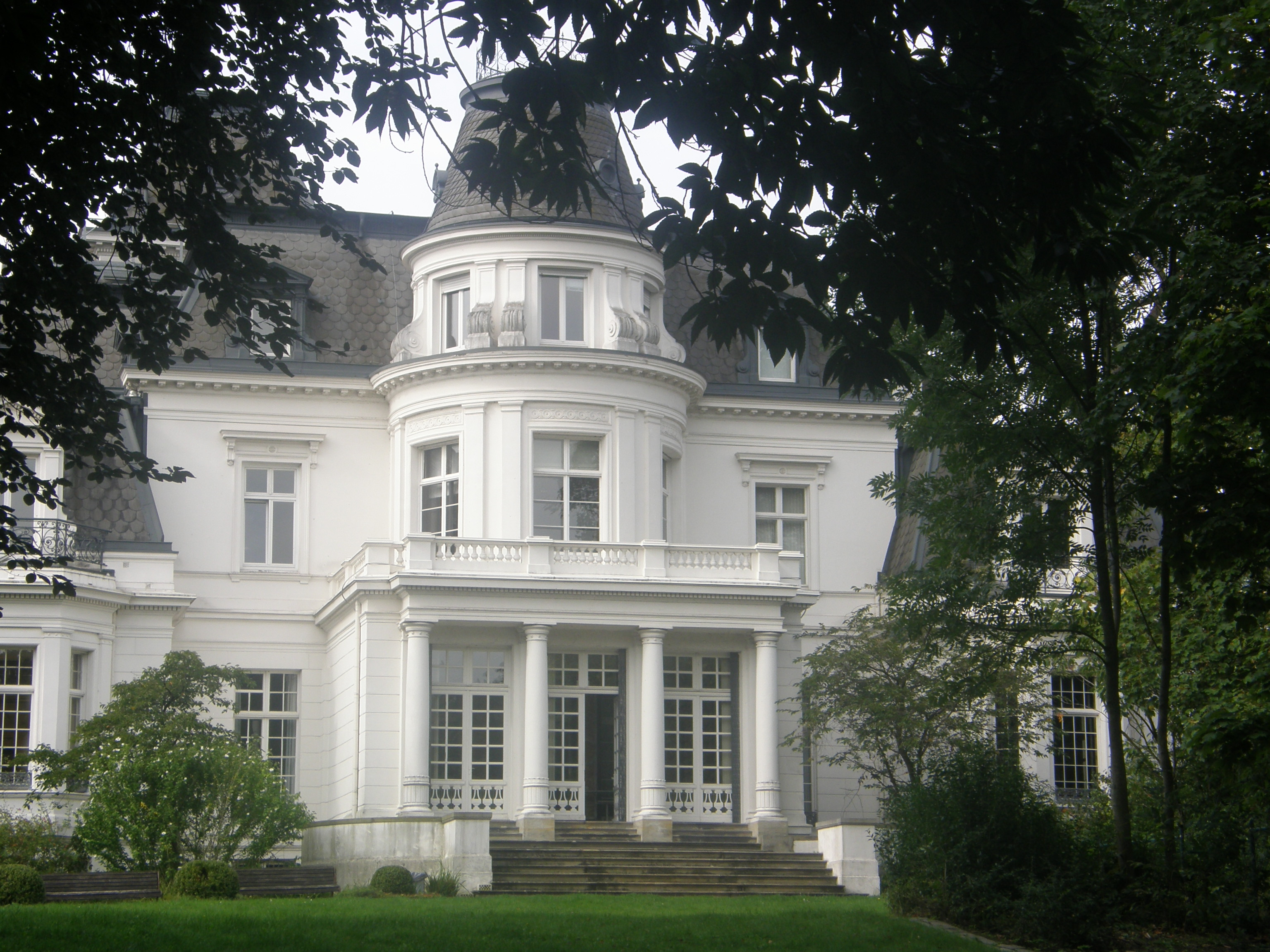
El Budge-Palace en Hamburgo, que alberga la Hochschule für Musik und Theatre, donde Koroliov enseñó entre 1978 y 2015.

## Biografía
Su primera maestra fue Anna Artobolevskaya en la Escuela Central de Música de Moscú. Más tarde, recibió enseñanzas de los grandes maestros Heinrich Neuhaus y Maria Youdina. Continuó sus estudios musicales en el Conservatorio de Moscú, donde estudió con Lev Oborine y Lev Naoumov y ganó muchas competiciones internacionales. 
En 1978, fue nombrado profesor en la Hamburg Hochschule für Musik und Theatre, en donde enseñó hasta 2015. Con su esposa, la pianista Liupka Hadzi-Georgieva, formó el dúo musical Duo Koroliov.

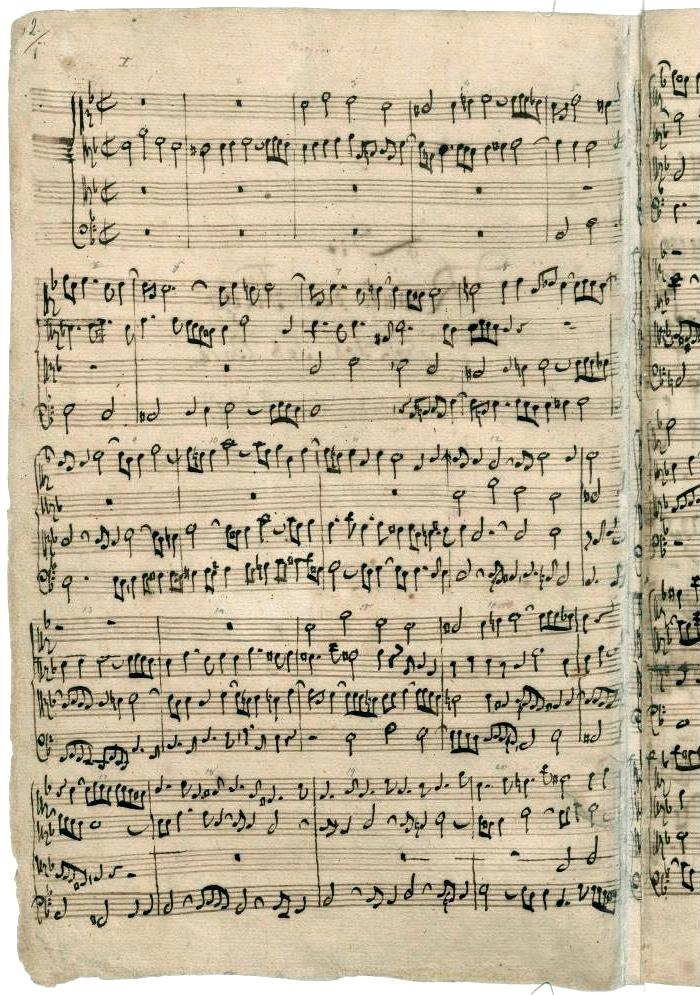
Manuscrito de la primera página de El arte de la fuga (Contrapunto No. 1, v. 1742) de JS Bach.

Su campo favorito es el repertorio de teclado de JS Bach, incluido El clave bien temperado que tocó por primera vez en Moscú a la edad de diecisiete años, y El arte de la fuga, cuya versión fue particularmente apreciada por György Ligeti.
También es conocido por sus interpretaciones de Haydn, Chopin, Debussy, algunas obras de Mozart y Schumann, así como de obras contemporáneas como las de Shostakovich, Messiaen y Ligeti.